# Аудринская волость
А́удринская во́лость (латыш. Audriņu pagasts) — одна из тридцати территориальных единиц Резекненского края Латвии. Находится в центральной части края. Граничит с городом Резекне, Дрицанской, Илзескалнской, Веремской, Озолмуйжской, Сакстагальской и Кантиниекской волостями своего края.
Крупнейшими населёнными пунктами волости являются сёла: Аудрини (волостной центр), Лиела Пудерова, Маза Пудерова, Грейвули, Крупи, Асачи, Межарес.
В Аудрини находятся средняя школа и дом культуры. Работают два драматических кружка и краеведческий музей, в экспозиции которого есть материалы о Аудринской трагедии во время Второй мировой войны (в январе 1942 года, по распоряжению немецких учреждений все жители деревни Аудрини Макашенской волости были арестованы коллаборационистами и казнены, а сама деревня сожжена).
Через Аудринскую волость проходит региональная автодорога P36 Резекне — Гулбене.
По территории волости протекают реки: Резекне, Лиужанка, Мазича. Из крупных озёр — Аудринское, Пудеровское, Вусару, Заречное.

## История
В 1945 году в Макашенской волости Резекненского уезда был создан Пудерский сельский совет. После отмены в 1949 году волостного деления Пудерский сельсовет входил в состав Вилянского (1949—1957) и Резекненского районов.
В 1954 году к Пудерскому сельсовету была присоединена территория ликвидированного Вусарского сельского совета. В 1962 году — Макашанского сельсовета. В том же году территория ликвидированного колхоза «Аусма» была передана Дриценскому сельсовету и Пудерский сельсовет был переименован в Аудринский. В 1975 году к Аудринскому сельсовету была присоединена территория ликвидированного Межарского сельсовета, при этом часть совхоза Гайлуми и некоторые другие территории были переданы Дриценскому сельсовету.
В 1990 году Аудринский сельсовет был реорганизован в волость. В 2009 году, по окончании латвийской административно-территориальной реформы, Аудринская волость вошла в состав Резекненского края.